# Agonum collare
Agonum collare är en skalbaggsart som beskrevs av Thomas Say 1834. Agonum collare ingår i släktet Agonum och familjen jordlöpare. Inga underarter finns listade i Catalogue of Life.